# Chronologie des Krieges in Nahost, Februar und März 2025
Die Chronologie des Krieges in Nahost, Februar und März 2025 dokumentiert die Entwicklungen seit dem Terrorangriff der Hamas auf Israel vom 1. Februar bis zum 31. März 2025. Für den zeitlichen Ablauf des kompletten israelisch-palästinensischen Konflikts siehe Chronologie des israelisch-palästinensischen Konflikts.

## Februar 2025

### 1. Februar
Im Zuge des laufenden Waffenstillstands wurden drei weitere Geiseln von der Hamas freigelassen und an das Rote Kreuz übergeben. Ofer Kalderon und Jarden Bibas kamen in Chan Junis frei; Keith Siegel wurde am Hafen der Gaza-Stadt an das Rote Kreuz übergeben. Im Gegenzug sollen 183 Palästinenser freikommen, darunter 111 Palästinenser, die nach dem 7. Oktober im Gazastreifen festgenommene wurden und 72 bisher in israelischen Gefängnissen Inhaftierte. Palästinensischen Angaben zufolge sollen auch mehrere zu lebenslangen Freiheitsstrafen Verurteilte darunter sein. Im Gegensatz zu den vorangegangenen Geiselübergaben sollen bei Übergabe der Geiseln an das Rote Kreuz dieses Mal keine großen Menschenmengen dabei gewesen sein; die Übergabe in Chan Junis und Gaza-Stadt sei geordnet und zügig abgelaufen.

### 5. Februar
Nach einem Treffen mit dem israelischen Ministerpräsidenten Benjamin Netanjahu im Weißen Haus kündigte Donald Trump an, dass die Vereinigten Staaten den Gazastreifen langfristig übernehmen wollen. Das im Verlaufe des seit 2023 bestehenden Gazakrieges in ein unbewohnbares Trümmerfeld verwandelte Küstengebiet solle planiert und dann von den USA wirtschaftlich entwickelt werden. Für die Palästinenser, die im jetzt unbewohnbaren Gazastreifen leben, sei nach Trumps Meinung eine Umsiedlung in benachbarte arabische Staaten „die beste Lösung“ – Sein Umsiedlungsvorschlag entspricht den Ideen von der extremen Rechten in Israel. An der Seite Nentanjahus stellte er im Weißen Haus die Frage in den Raum: „Warum sollten sie [die Palästinenser/-innen] zurückkehren wollen? Der Ort ist die Hölle“.
Palästinenserorganisationen und die Nachbarländer Jordanien und Ägypten lehnten die Umsiedlungspläne des US-Präsidenten ab; die militant-islamistische Hamas warf Trump „Rassismus“ vor. Vertreter von Menschenrechtsorganisationen (NGOs) äußerten zu Trumps Vorschlag, dass dieser einer „ethnischen Säuberung“ gleich komme und die von ihm beabsichtigte Zwangsumsiedlung ein Verstoß gegen das Völkerrecht sei. Die INGO Amnesty International vertritt die Auffassung, dass die Vereinigten Staaten „die internationale Justiz verachten“, weil sie Benjamin Netanjahu während seines USA-Aufenthalts nicht festnahmen, gegen den vom Internationalen Strafgerichtshof in Den Haag im November 2024 ein Haftbefehl erlassen worden war.
Auf einem Flug mit der Air Force One über den Gazastreifen bekräftigte der Präsident der Vereinigten Staaten nochmals seinen „Gaza-Plan“ mit den Worten: „Wir sind entschlossen, es zu besitzen, es zu nehmen und sicherzustellen, dass die Hamas nicht zurückkommt.“
Trumps Vorschläge stießen auf nationale und internationale Kritik: Der demokratische US-Senator Chris Murphy erklärte im sozialen Netzwerk X, Trump habe „völlig den Verstand verloren. […] Eine US-Invasion im Gazastreifens würde zum Tod tausender US-Soldaten und zu jahrzehntelangen Kriegen im Nahen Osten führen. Das ist wie ein schlechter, kranker Witz.“ Saudi-Arabien und Australien sowie Deutschland, Frankreich und Spanien bekräftigten ihren Ruf nach einer Zweistaatenlösung im seit der Staatsgründung Israels (1948) und dem Palästinakrieg (1948/49) bis heute fortbestehenden Nahostkonflikt.

### 9. Februar
Wie für die erste Phase des Waffenstillstands zwischen den Kriegsparteien im Waffenstillstandsabkommen zwischen Israel und der Hamas vom 15. Januar 2025 vereinbart, zog die israelische Armee (IDF) ihre Truppen aus dem Netzarim-Korridor, der den Gazastreifen in Nord- und Südgaza teilt, vollständig ab. Zuvor hatte die Terrororganisation die drei weitere Israelis aus der Geiselhaft entlassen. Die drei Mânner Eli Scharabi, Ohad Ben Ami und Or Levy waren am 7. Oktober 2023 beim Terrorüberfall der Hamas auf Israel aus den zwei Kibbuzim Beeri und Reʿim sowie während des Massakers auf dem Gelände des Supernova-Festivals, als Geiseln in den Gazastreifen verschleppt worden. Dort waren sie 16 Monate lang unter schlimmsten Bedingungen Gefangene der Hamas, bis sie im Zuge des laufenden 42-tägigen Waffenstillstands freikamen.

### 11. Februar
Die Vereinten Nationen berichteten eine deutliche Zunahme von Hilfslieferungen an den Gazastreifen seit Inkrafttreten der Waffenstillstand ab 19. Januar 2025; es sei gelungen, humanitäre Maßnahmen mit Nahrungsmitteln, medizinischen Produkten, Unterkünften und anderen Hilfsgütern erheblich auszuweiten. Augenzeugen an der Grenze zwischen Ägypten und Gaza sagten, einige Lastwagen mit Hilfsgütern wie Kleidung, medizinischen Produkten und Erfrischungsgetränken seien nach Kontrollen durch israelische Beamte aufgehalten worden. LKW-Fahrer in der Nähe des ägyptischen Grenzübergangs in Rafah fügten hinzu, dass dort seit Beginn der z. Zt. laufenden Waffenruhe im Kriegsgebiet Baumaterialien und Zelte blockiert worden seien.
Die Hamas hatte am Vortag erklärt, dass sie bis auf weiteres keine Geiseln mehr freilassen werde. Die Terrororganisation beschuldigte Israel, mit mehreren tödlichen Schießereien und der Unterbrechung einiger vereinbarter Hilfslieferungen in den Gazastreifen gegen das Waffenstillstandsabkommen zwischen Israel und der Hamas vom 15. Januar 2025 verstoßen zu haben. Unter diesen Hilfslieferungen befänden sich 60.000 mobile Häuser, 200.000 Zelte und schwere Maschinen zur Beseitigung von Schutt und Treibstoff. Israel bestritt, diese zurückgehalten zu haben. Von israelischen Soldaten sei nur auf Personen geschossen worden, die sich trotz erfolgter Warnungen den Truppenstellungen der israelischen Armee (IDF) genähert hätten. Premierminister Benjamin Netanjahu drohte mit einem Ende der Waffenruhe, falls die Hamas die von ihr festgehaltenen Geiseln nicht bis 15. Februar 2025 mittags freigelassen habe. Die New York Times berichtete, drei israelische Beamte und zwei Vermittler hätten unter der Bedingung der Anonymität erklärt, dass die Behauptungen der Hamas hinsichtlich der ausgebliebenen Zeltlieferungen zutreffend seien.
König Abdullah II. von Jordanien wies bei einem Besuch in Washington den Vorschlag von US-Präsident Trump zurück, sein Land solle die im Gazastreifen lebenden Palästinenser aufnehmen, und erklärte, er sei nach wie vor gegen Trumps Plan, das Palästinensergebiet zu räumen, damit die Vereinigten Staaten dann die Kontrolle darüber übernehmen könnten.

### 13. Februar
Nach widersprüchlichen Erklärungen Israels an den Vortagen hat das Land über Vermittler aus Ägypten und Katar eine Botschaft an die Hamas gesandt: Wie im Waffenstillstandsabkommen vom 15. Januar vereinbart, ist Israel nun damit einverstanden, dass am kommenden Wochenende nur drei Geiseln freigelassen werden. Ministerpräsident Benjamin Netanjahu hatte die Freilassung aller Geiseln gefordert und gedroht, andernfalls den Krieg im Gazastreifen fortzusetzen.
Laut der Hamas habe die israelische Armee (IDF) wiederholt auf Palästinenser geschossen und die Einfuhr von Fertighäusern sowie schweren Maschinen verhindert und damit gegen den laufenden Waffenstillstand verstoßen. Nach einer der New York Times vorliegenden Kopie des Abkommens sollten in der ersten Phase 60.000 Häuser und 200.000 Zelte sowie Ausrüstung zur Trümmerbeseitigung nach Gaza geliefert werden.
Nach erfolgreicher Vermittlung kündigte die Hamas an, dass die wegen Verletzung des Abkommens von israelischer Seite verweigerte Freilassung von drei israelischen Geiseln am Wochenende trotzdem stattfinden werde. Ohne Gründe anzugeben, erklärte Netanjahu Sprecher Omer Dostri, dass Israel die Einfuhr von Fertighäusern und schweren Baumaschinen in den Gazastreifen weiterhin verweigere.
Über 350 Rabbiner setzten gemeinsam mit jüdischen Kunstschaffenden und Aktivisten wie Tony Kushner, Ilana Glazer, Naomi Klein and Joaquin Phoenix eine Anzeige in die New York Times mit den Worten: „Trump hat die Entfernung aller Palästinenser aus Gaza gefordert. Jüdische Menschen sagen NEIN zur ethnischen Säuberung!“

### 15. Februar
Die Hamas entließ drei israelische Gefangene aus der Geiselhaft, Israel ließ im Gegenzug 369 palästinensische Häftlinge frei. Von den palästinensischen Gefangenen waren 333 seit Kriegsbeginn im Gazastreifen gefangen genommen worden. 36 Gefangene, die lebenslängliche Haftstrafen absaßen, wurden ebenfalls entlassen und zum Teil sofort über Ägypten in andere arabische Länder abgeschoben; 10 wurden nach Ramallah im Westjordanland gefahren.

### 16. Februar
US-Außenminister Marco Rubio und Israels Premier Benjamin Netanjahu erklärten bei Rubios Staatsbesuch in Israel, gemeinsam die „mutige Vision“ von US-Präsident Trump umsetzen zu wollen. Die Hamas müsse vollkommen zerschlagen werden, außerdem dürfe die Islamische Republik Iran keine Atomwaffen entwickeln. Trumps Plan mit Übernahme des Gazastreifens durch die USA und der Zwangsumsiedlung der palästinensischen Bevölkerung stieß bei allen Staaten der Region und der EU auf Ablehnung.

### 22. Februar
Die Hamas ließ weitere sechs israelische Geiseln frei. Israel verschob die Freilassung 620 palästinensischer Häftlinge als Protest gegen wiederholte propagandistische Inszenierungen der Freilassung israelischer Geiseln.

### 23. Februar
Israel schickte zum ersten Mal seit über zwanzig Jahren Panzer nach Dschenin im Westjordanland. Der israelische Verteidigungsminister Israel Katz erklärte, dass die Truppen „für das kommende Jahr“ in den städtischen Krisenherden des Gebiets bleiben würden. Etwa 40.000 Menschen, die durch die Kämpfe vertrieben worden waren, war dadurch die Rückkehr in ihre Häuser verwehrt. Die israelischen Streitkräfte erklärten, die Maßnahmen dienten der Terrorbekämpfung.

### 25. Februar
Israelische Kampfflugzeuge flogen mehrere Luftangriffe auf militärische Ziele in der Nähe von Damaskus und im Süden Syriens. Israel warnte die syrische Armee davor, in Regionen südlich der syrischen Hauptstadt vorzudringen.

### 27. Februar
Die Hamas übergab die Leichen von vier israelischen Geiseln; Israel ließ über 600 palästinensische Gefangene frei, die gemäß dem ursprünglichen Zeitplan schon einige Tage zuvor hätten freigelassen werden sollen. Die israelische Regierung hatte die Übergabe der Gefangenen verschoben, um gegen die von der Hamas veranstalteten Propaganda-Veranstaltungen zur Übergabe der Geiseln und der sterblichen Überreste der in Gefangenschaft getöteten Israelis zu protestieren.
Israels Ministerpräsident Benjamin Netanjahu kündigte an, er habe eine Delegation zu Gesprächen über die Fortsetzung der Waffenruhe im Gazastreifen nach Ägypten entsandt, zwei Tage vor Ablauf der ersten vereinbarten Phase der Waffenruhe.

## März 2025

### 5. März
Die US-Regierung bestätigte, sie führe direkte Gespräche mit der Hamas. Dies stellte eine Abkehr von der langjährigen Praxis der USA dar, nicht mit Gruppen zu verhandeln, die sie als Terroristen einstufen.

### 8. März
Deutschland, Frankreich, Italien und Großbritannien sprachen sich in einer gemeinsamen Erklärung für einen von den Ländern der Arabischen Liga entwickelten Plan zum Wiederaufbau des Gazastreifens aus. Nötig sei dabei ein solider, sowohl für Israel als auch die Palästinenser akzeptabler Rahmen. Die Hamas dürfe demnach weder Gaza regieren noch eine Bedrohung für Israel darstellen; stattdessen unterstütze man eine „zentrale Rolle“ der Palästinensischen Autonomiebehörde. Der arabische Plan entstand als Alternative zu dem Plan von US-Präsident Donald Trump, den Gazastreifen unter US-Kontrolle zu bringen und neu aufzubauen. Nach Trumps Vorstellungen sollten die dort lebenden Palästinenser Gaza verlassen und nach Ägypten und Jordanien umgesiedelt werden.

### 9. März
Israel stoppte Stromlieferungen in den Gazastreifen; die Einfuhr von Hilfsgütern war schon eine Woche zuvor bei Ablauf der ersten Phase der Waffenruhe unterbunden worden.

### 13. März
Eine UN-Untersuchungskommission erhob in einem Bericht über „Israels systematischen Einsatz sexueller, reproduktiver und anderer Formen geschlechtsspezifischer Gewalt seit dem 7. Oktober 2023“ schwere Vorwürfe gegen Israel. Israel wies die Vorwürfe als „haltlos“ zurück.

### 14. März
Vertreter des Sudans erklärten, sie hätten einen Vorschlag der amerikanischen und israelischen Regierung abgelehnt, dem zufolge die palästinensische Bevölkerung Gazas nach Ostafrika umgesiedelt werden sollte. Aus amerikanischen und israelischen Regierungskreisen hieß es, Sudan, Somalia und Somaliland seien für die international kritisierten Umsiedlungspläne in Betracht gezogen worden.
Die Außenminister der G7-Staaten forderten in einer gemeinsamen Erklärung die Freilassung aller noch in Gaza gehaltenen israelischen Geiseln und die Übergabe der sterblichen Überreste aller Todesopfer. Angesichts des von Israel angesetzten Hilfslieferungsstopps verlangten die G7 die „ungehinderte“ Lieferung von Hilfsgütern nach Gaza und einen dauerhaften Waffenstillstand. Die Minister hoben „die Notwendigkeit eines politischen Horizonts für das palästinensische Volk“ hervor und brachten ihre Besorgnis über die „wachsenden Spannungen und Feindseligkeiten“ im Westjordanland zum Ausdruck. Die von europäischen und arabischen Staaten befürwortete Zweistaatenlösung blieb auf Druck der USA unerwähnt.

### 15. März
In der Nacht auf den 16. März führten US-Truppen massive Luftangriffe auf Huthi-Ziele in der Stadt Sanaa durch. Es sollen mindestens 24 Zivilisten getötet worden sein. Es war der größte Militäreinsatz der USA seit dem Amtsantritt von Donald Trump. Die Angriffe waren eine Reaktion auf die Huthi-Ankündigung, wieder Angriffe auf Schiffe im Roten Meer durchzuführen, um die Hamas bei den stockenden Verhandlungen mit Israel zu unterstützen. Die Angriffe sollen teils von Flugzeugen des Flugzeugträgers Harry S. Truman, der sich im Roten Meer befindet, ausgeführt worden sein.

### 16. März
Die US-Luftangriffe auf die Huthi-Rebellen im Jemen wurden im Verlauf einer zweite Nacht fortgesetzt. In den beiden Nächten kam es zu mindestens 47 Luftangriffen in sieben Provinzen. Mindestens 53 Personen wurden getötet.

### 18. März
Bei schweren israelischen Luftangriffen im Gazastreifen wurden laut palästinensischen Angaben über 400 Menschen getötet. Die Angriffe erfolgten an mehreren Orten gleichzeitig, im nördlichen Gazastreifen, in Gaza-Stadt sowie in Deir al-Balah, Chan Yunis und Rafah. Ein Sprecher der US-Regierung teilte mit, dass die USA vor dem Angriff konsultiert worden seien. Israel erklärte, es seien „umfangreiche Angriffe auf Terrorziele“ der Hamas ausgeführt worden, damit reagiere Israel auf die wiederholte Weigerung der Hamas, die nach dem Waffenstillstand ab 19. Januar 2025 noch in Geiselhaft befindlichen 59 Israelis freizulassen. Palästinenser, die im Gazastreifen nahe der „Grünen Linie“ zu Israel wohnen – viele waren erst nach dem Waffenstillstandsabkommen vom 19. Januar 2025 an ihre Wohnorte zurückgekehrt –, wurden von der israelischen Armee (IDF) erneut zur Flucht aufgerufen. Angehörige der israelischen Geiseln reagierten mit Entsetzen und kritisierten die Angriffe deutlich; die Vereinten Nationen (UN) nannte sie „schockierend“. Die Hamas meldete den Tod von vier ranghohen Funktionären. Die religiös-nationalistische Partei Otzma Jehudit, deren Vorsitzender Israels ehemaliger Minister für nationale Sicherheit Itamar Ben-Gvir ist, erklärte, sie werde Netanjahus Regierungskoalition, aus der sie als Protest gegen die Waffenruhe im Januar im selben Monat ausgestiegen war, nun wieder beitreten. In Netanjahus seit langem laufenden Korruptionsprozess, in dem er wegen Betrugs, Untreue und Bestechlichkeit angeklagt ist, wurde wegen der Wiederaufnahme der Feindseligkeiten eine für den 18. März anberaumte Gerichtssitzung abgesagt, in der Netanjahu zum ersten Mal persönlich hätte aussagen müssen. Demonstranten und Kritiker in Israel beschuldigten Netanjahu, den Angriff aus Eigeninteresse und koalitionspolitischen Erwägungen befohlen zu haben.
Die Huthis meldeten zum dritten Mal binnen 48 Stunden, den Flugzeugträger USS Harry S. Truman und Begleitschiffe mit Drohnen und Raketen angegriffen zu haben. Das US-Militär verlautbarte, Huthis würden „weiterhin Lügen und Falschinformationen verbreiten“ und „die Ergebnisse unserer Angriffe herunterspielen, während sie die Erfolge ihrer Angriffe übertreiben“. Ihre Angriffe würden ihre Ziele „um mehr als 100 Meilen“ verfehlen. US-Präsident Trump drohte der Islamischen Republik Iran mit entsetzlichen Konsequenzen, sollte die Huthi-Miliz ihre Angriffe fortsetzen, da die Huthi unter direkter Kontrolle Teherans stehen würden, und sagte, dass jeder von den Huthis abgefeuerte Schuss von nun an als Schuss betrachtet werde, der von den Waffen und der Führung Irans abgefeuert wurde. Amir Saeid Irawani, Iranss Botschafter bei den Vereinten Nationen, verurteilte die Drohungen scharf. In einem Schreiben an den UN-Sicherheitsrat bezeichnete Irawani die Drohungen als Verstoß gegen die UN-Charta.

### 19. März
Israelische Soldaten brachten große Teile des Netzarim-Korridors wieder unter ihre Kontrolle. Die Israelischen Verteidigungsstreitkräfte (IDF) hatte sich aus dem Korridor, der den Norden vom Süden des Gazastreifens trennt, während des Waffenstillstands vom 19. Januar bis 18. März 2025 zurückgezogen.

### 20. März
Bei israelischen Luftangriffen wurden im Gazastreifen am 20. März nach Angaben des Gesundheitsministeriums von Gaza mindestens 85 Palästinenser getötet. Dem Zivilschutz zufolge sei die Zahl der seit Ende der Waffenruhe Getöteten auf 504, darunter über 190 Kinder, gestiegen. Ein Sprecher der IDF vermeldete den Beginn von Bodenoperationen der Streitkräfte im Küstengebiet bei Beit Lahiya.
Die Hamas feuerte drei Raketen auf Israel ab, die abgefangen wurden bzw. auf unbewohntem Gebiet landeten. Die Huthi-Miliz feuerte aus dem Jemen ebenfalls zwei Raketen auf Israel ab, Verletzte oder Schäden wurden laut israelischem Militär nicht gemeldet. Aus dem Jemen wurden Angriffe des US-Militärs auf die Stadt al-Hudaida gemeldet.
Die IDF vermeldete den Beginn einer neuen Bodenoffensive in Rafah im südlichen Gazastreifen.

### 21. März
Die israelische Armee sprengte das türkisch-palästinensische Freundschaftskrankenhaus in Gaza. Es sei seit einem Jahr nicht als Krankenhaus in Betrieb gewesen, sondern laut Erkenntnissen einer Abteilung des israelischen Verteidigungsministeriums (COGAT) zuletzt als Kommandozentrum der Hamas benutzt worden. Auch die israelische Armee hatte zuvor während ihrer Stationierung im Netzarim-Korridor das früher auf Krebsbehandlungen spezialisierte Krankenhaus als Operationsbasis genutzt.

### 22. März
Israelische Angriffe im Libanon forderten laut libanesischen Behörden fünf Todesopfer. Israels Ministerpräsident erklärte, die Angriffe seien eine Reaktion auf Raketenbeschuss aus dem Libanon. Ein Funktionär der libanesischen Hisbollah-Miliz erklärte, diese sei für den „primitiven“ Angriff nicht verantwortlich gewesen. Die israelische Armee meldete ferner, eine Rakete aus dem Jemen sei abgefangen worden.
Die der Hamas unterstellten palästinensischen Gesundheitsbehörden im Gazastreifen meldeten, bei israelischen Angriffen seien in den letzten 48 Stunden 130 Menschen getötet und 263 weitere verletzt worden. Deutschland, Frankreich und Großbritannien brachten in einer gemeinsamen Erklärung Entsetzen über die zivilen Opfer zum Ausdruck und forderten eine Rückkehr zur Waffenruhe.

### 23. März
Mediziner und Mitarbeiter von Hilfsorganisationen im Gazastreifen warnten vor zunehmender Unterernährung der Bevölkerung angesichts der seit über drei Wochen anhaltenden israelischen Blockade aller Hilfslieferungen. Die Hamas meldete den Tod des Politbüro-Mitglieds Salah al-Bardaweel; er und seine Frau seien bei einem israelischen Angriff im Gazastreifen getötet worden. Die palästinensischen Gesundheitsbehörden erklärten, dass die Gesamtzahl der Todesopfer des seit fast 18 Monaten andauernden Konflikts nun 50.000 überschritten habe.
In Rafah nahmen die israelischen Streitkräfte einen Konvoi von Rettungswagen und Feuerwehrfahrzeugen unter Beschuss. Die Leichen der Besatzungen wurden eine Woche später in einem Massengrab gefunden.

### 25. März
Mehrere hundert Palästinenser demonstrierten in Beit Lahiya in Nord-Gaza vor dem indonesischen Krankenhaus gegen die Hamas und für ein Ende des Krieges. Einige nahmen dabei Bezug auf die Proteste gegen die Hamas von 2019, die unter dem Motto „Bidna Naish“ („Wir wollen leben“) liefen. Es waren die größten Proteste gegen die Hamas in Gaza seit dem Hamas-Überfall am 7. Oktober. Es gab Rufe wie „Hamas raus“ und „Hamas-Terroristen“ und Transparente mit Slogans wie „Stoppt den Krieg“ und „Wir wollen in Frieden leben“. Auch in Dschabaliya und Chan Yunis kam es zu Demos.

### 26. März
Die offizielle Huthi-Website Ansarollah meldete mindestens 17 US-amerikanische Luftangriffe auf die Städte Saʿda und ʿAmrān, dabei seien durch die Angriffe Häuser beschädigt worden.
Erneut kam es zu Anti-Hamas-Demos in Gaza und in Beit Lahia.

### 28. März
Die israelische Armee (IDF) hat nach dem Bruch des Waffenstillstandsabkommens zwischen Israel und der Hamas und Wiederaufnahme der Kriegshandlungen im Gazastreifen am 18. März 2025 laut den Vereinten Nationen (UN) bisher zehn Evakuierungsanordnungen erlassen, welche für die Zivilbevölkerung in weiten Teilen des Gazastreifens gelten. Diese verstoßen nach Ansicht des Büros des Hohen Kommissars für Menschenrechte der UN gegen „die Anforderungen des humanitären Völkerrechts“. Nach Aussage eines Sprechers der UN treffe die israelische Armee auch keinerlei Maßnahmen, um die Unterbringung der Menschen in den angewiesene Evakuierungsgebieten abzusichern. Außerdem werde nicht sichergestellt, dass die Evakuierungen „unter zufriedenstellenden Bedingungen hinsichtlich Hygiene, Gesundheit, Sicherheit und Ernährung ablaufen“.
Die israelische Luftwaffe führte einen Luftangriff in einem südlichen Vorort Beiruts durch. Ziel sei ein Drohnenlager gewesen.

### 30. März
Bei Rafah wurden die Leichen von 14 Helfern des Palästinensischen Roten Halbmondes (PRCS), des Zivilschutzes und der UNRWA aus einem Massengrab geborgen. Der humanitäre Konvoi, bestehend aus Rettungswägen und Feuerwehrfahrzeugen, war am 23. März von der israelischen Armee beschossen worden. Die Leiche eines weiteren Zivilschutz-Mitarbeiters war am 27. März gefunden worden, ein weiterer Sanitäter des PRCS wird noch vermisst.

### 31. März
Die IDF rief die Bewohner des Großteils der Stadt Rafah zur Flucht nach Al-Mawasi auf. Nach Ende des Waffenstillstands hatte die israelische Armee im Süden des Gazastreifens eine erneute Bodenoffensive begonnen.